# Marhaň
Marhaň (bis 1927 slowakisch auch „Marhoňa“; ungarisch Margonya) ist eine Gemeinde im Osten der Slowakei mit 955 Einwohnern (Stand 31. Dezember 2024). Sie gehört zum Okres Bardejov, einem Kreis des Prešovský kraj, und wird zur traditionellen Landschaft Šariš gezählt.

## Geographie
Die Gemeinde befindet sich im Südteil der Niederen Beskiden, genauer gesagt deren Unterteil Ondavská vrchovina im mittleren Topľatal. Das Ortszentrum liegt auf einer Höhe von 195 m n.m. und ist 24 Kilometer von Bardejov sowie 36 Kilometer von Prešov entfernt.
Nachbargemeinden sind Kučín im Norden, Valkovce im Osten, Lascov im Südosten, kurz Kalnište im Süden, Vyšný Kručov im Westen und Harhaj sowie Porúbka im Nordwesten. 

## Geschichte
Marhaň wurde zum ersten Mal 1277 als Margan schriftlich erwähnt und entstand an einer alten Straße, die durch das Topľatal verläuft. Es gehörte einer Gruppe von Angehörigen des niederen Adels, von 1299 bis zur Hälfte des 15. Jahrhunderts der Familie Aba, genauer deren Zweig von Drieňov. 1427 sind in einem Steuerverzeichnis 27 Porta verzeichnet. In der frühen Neuzeit wechselten die Besitzer relativ oft, danach stammten die bedeutendsten Besitzer aus den Geschlechtern Báthory (16. Jahrhundert) und Dessewffy (18. bis 20. Jahrhundert).
1787 hatte die Ortschaft 48 Häuser und 456 Einwohner, 1828 zählte man 66 Häuser und 495 Einwohner, die von Landwirtschaft und Viehhaltung lebten und waren zudem als Dachdecker, Korbmacher und Schindler bekannt. Zum Anfang des 20. Jahrhunderts bestand im Ort eine Brennerei sowie eine Säge.
Bis 1918 gehörte der im Komitat Scharosch liegende Ort zum Königreich Ungarn und kam danach zur Tschechoslowakei beziehungsweise heute Slowakei.

## Bevölkerung
| Jahr                | 1994 | 2004    | 2014    | 2024    |
| ------------------- | ---- | ------- | ------- | ------- |
| Anzahl der Personen | 885  | 938     | 965     | 955     |
| Unterschied         |      | +5,98 % | +2,87 % | −1,03 % |

| Jahr                | 2023 | 2024    |
| ------------------- | ---- | ------- |
| Anzahl der Personen | 951  | 955     |
| Unterschied         |      | +0,42 % |

Gemäß der Volkszählung 2011 wohnten in Marhaň 967 Einwohner, davon 890 Slowaken, 13 Roma und jeweils ein Russine und Ukrainer. 62 Einwohner machten diesbezüglich keine Angabe. 715 Einwohner bekannten sich zur römisch-katholischen Kirche, 156 Einwohner zur evangelischen Kirche A. B., 22 Einwohner zur griechisch-katholischen Kirche, vier Einwohner zur orthodoxen Kirche und ein Einwohner zur reformierten Kirche. Zehn Einwohner waren konfessionslos und bei 59 Einwohnern wurde die Konfession nicht ermittelt.

## Bauwerke
- Landschloss im klassizistischen Stil aus den 1830er Jahren
- römisch-katholische Kirche
- evangelische Kirche, erbaut zwischen 1811 und 1821
- Krypta des Geschlechts Dessewffy im Wald oberhalb des Ortes